# Corinth (contea di Milam)
Corinth è una comunità non incorporata degli Stati Uniti d'America della contea di Milam nello Stato del Texas.

## Geografia fisica
Corinth si trova sulla Farm Road 1915 a circa dieci miglia a ovest di Cameron nella parte occidentale della contea di Milam.